# Apogonichthys
Apogonichthys – rodzaj morskich ryb z rodziny apogonowatych.
Występowanie:  ciepłe wody oceaniczne, głównie Ocean Indyjski i Ocean Spokojny.

## Klasyfikacja
Gatunki zaliczane do tego rodzaju:
- Apogonichthys amblyuropterus[3]
- Apogonichthys landoni
- Apogonichthys ocellatus
- Apogonichthys perdix